# Brilzanger
De brilzanger (Myioborus melanocephalus) is een zangvogel uit de familie Parulidae (Amerikaanse zangers).

## Verspreiding en leefgebied
Deze soort telt 5 ondersoorten:
- M. m. ruficoronatus: zuidwestelijk Colombia en Ecuador.
- M. m. griseonuchus: noordwestelijk Peru.
- M. m. malaris: noordelijk Peru.
- M. m. melanocephalus: centraal Peru.
- M. m. bolivianus: zuidelijk Peru en westelijk Bolivia.